# Halle de Lempdes-sur-Allagnon
La halle de Lempdes-sur-Allagnon est une halle située à Lempdes-sur-Allagnon, en France.

## Situation
La halle est située place de l'Église sur la commune de Lempdes-sur-Allagnon dans le département de la Haute-Loire, en région Auvergne-Rhône-Alpes.

## Histoire
La halle a été érigée au XVIIIe siècle.

## Description
La structure a été édifiée sur un plan triangulaire avec un côté courbe et les autres de longueurs inégales. Un entablement circulaire est soutenu par une alternance de piliers et de colonnes, formant ainsi un portique selon un rythme spécifique : un pilier, trois colonnes, un pilier, répété deux fois. Cette conception met en évidence le soin apporté aux programmes architecturaux à l'époque classique.

## Protection
La halle est inscrite au titre des monuments historiques par arrêté du 2 mai 1956.